# Blepharosis anachoretoides
Blepharosis anachoretoides är en fjärilsart som beskrevs av Alphéraky 1892. Blepharosis anachoretoides ingår i släktet Blepharosis och familjen nattflyn. Inga underarter finns listade i Catalogue of Life.